# 郭为
郭为（1963年—）是一位中国企业家，现任神州数码控股有限公司董事局主席，神州数码集团股份有限公司董事长，神州数码信息服务股份有限公司董事长。

## 生平
1963年2月出生于河北秦皇岛，中国共产党党员，1988年毕业于中国科学技术大学，获得硕士研究生学位，担任全国青联常委、北京市工商联副主席。2008年，当选第十一届全国政协委员，代表中华全国青年联合会，分入第十六组。并担任教科文卫体委员会专委。2013年，连任第十二届全国政协委员。